# ヴォー・クイー
ヴォー・クイー（Võ Quý / 武貴、1929年12月31日 - 2017年1月10日）は、ベトナム人の動物学者。
ベトナム国家大学ハノイ校教授。専門は鳥類。「クイーおじさん」「微笑みの教授」「ベトナム環境保護活動の父」の愛称で知られ、ベトナム人として初めて動物学の書籍を著した。

## 略歴
1929年ベトナム中部ハティン省ドゥクトー県の寒村に生まれた。対仏独立戦争の時に、中国にわたり政府が設立したベトナム高等師範学校で生物学を学んだ。1954年に卒業するとベトナムに戻り、1956年からハノイ大学で動物学に関する講義を始めた。その後、1960年代初頭にモスクワ大学に留学し、1966年に鳥類学の博士号を得た。1967年、ハノイ大学生物学部動物学科主任教授に就任。1975年と1981年に著した『ベトナムの鳥』は、ベトナム人による初めての動物学の著書となった。
2017年1月10日、ハノイにて87歳で死去。

## 受賞歴
- 1987年 - Global 500 Roll of Honour[要出典]
- 2003年 - ブループラネット賞：戦争により破壊された森林を調査して、その修復および保全に尽力し、環境保護法の制定や生物種の保護にも貢献した功績に対して[1]。